# 경산 경흥사 목조석가여래삼존좌상
경산 경흥사 목조석가여래삼존좌상(慶山 慶興寺 木造釋迦如來三尊坐像)은 대한민국 경상북도 경산시 경흥사에 있는 조선시대의 불상이다. 2012년 2월 22일 대한민국의 보물 제1750호로 지정되었다.

## 개요
경산 경흥사 목조석가여래삼존좌상은 석가여래좌상에서 발견된 복장발원문과 대좌 묵서명을 통해 사찰의 창건연기는 물론 1644년이라는 정확한 불상의 조성시기와 명확한 조성주체, 불상을 제작한 제작자 등을 알 수 있어 17세기 불상연구의 기준이 되는 자료이다. 특히 이 불상을 통해 17세기 대표적인 조각승인 청허(靑虛)가 전라도 금산사를 근거로 활동하고 있었다는 사실을 확인할 수 있으며, 그는 17세기 초반부터 중반에 이르기까지 전국에 걸쳐 크게 활약한 조각승이다. 조각적인 경향에서도 양감이 절제된 단엄하면서도 고요한 상호, 당당한 신체비례, 강직한 직선위주의 선묘, 주름표현 등에서 1640년대 청헌(靑憲)이나 청허의 작품과 양식적으로 상통하고 있다.
이 삼존상은 17세기 중엽 경의 양식적 특징을 잘 반영하고 있고, 조각적, 종교적 완성도도 비교적 높을 뿐만 아니라 조각승 청허의 조각세계를 연대적으로 이해하는 데도 매우 중요한 자료이다.

## 같이 보기
- 경흥사

## 참고 자료
- 경산 경흥사 목조석가여래삼존좌상 - 국가유산청 국가유산포털